# Spookschaaf

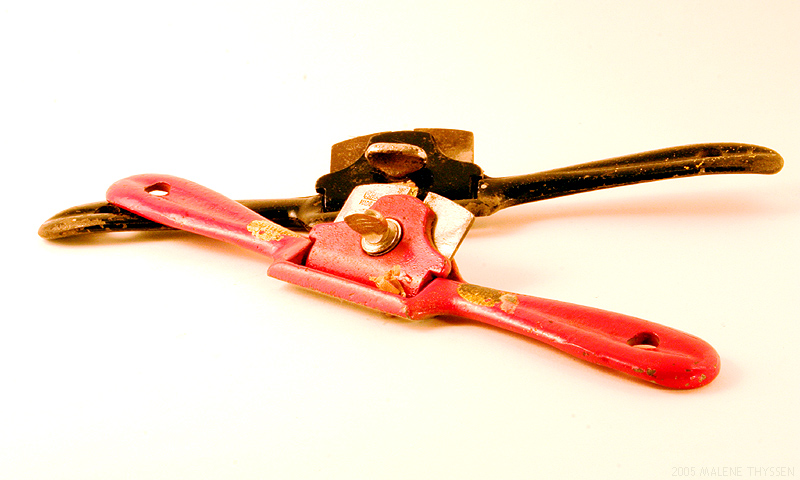
Spookschaven

Een spookschaaf is een bepaald type schaaf met twee handvatten, aan beide zijden van de beitel. Ze wordt gebruikt om smalle gebogen en ronde oppervlakken te schaven. Bijvoorbeeld om spaken van houten wielen, pijlen en stoelpoten mee rond te schaven. Ook andere langwerpige houten voorwerpen, zoals oefenzwaarden kunnen met behulp van een spookschaaf gemaakt worden.
Enkele eeuwen terug is dit type gereedschap in Engeland uitgevonden en kreeg de naam spokeshave, naar de houten wielspaken die ermee gemaakt werden. In het Nederlands werd dat: spookschaaf. De eerste modellen waren gemaakt van een simpel houten blok met een beitel die met twee arenden aan het blok was bevestigd. Het tegenwoordige model lijkt er nog sprekend op: de beitel wordt nu vastgeklemd met een dekbeitel met schroef en de houder is van staal.
Er zijn verschillende uitvoeringen:
- voor het schaven van ronde gebogen oppervlakken heeft de zool een bolle vorm
- voor het schaven van bolle oppervlakken wordt de schaaf met rechte zool gebruikt
- voor het schaven van gebogen vormen die ook een bol oppervlak hebben wordt de schaaf met holle zool gebruikt
- de combinatiespookschaaf heeft twee vormen naast elkaar: de holle en de rechte zool

Omdat wielen en pijlen niet meer courant in hout gemaakt worden en stoelpoten veelal machinaal gefabriceerd worden, is het ook steeds moeilijker om een spookschaaf in de handel te verkrijgen. Moderne spookschaven, zoals de Stanley 151 of de IRWIN Record A151 en A151R, met een beitel die onder een hoek met de zool gemonteerd is, worden door verschillende fabrikanten gemaakt en zijn in de gespecialiseerde vakhandel voor houtbewerking te verkrijgen. Klassieke spookschaven, met een vlakke beitel die onderdeel van de zool uitmaakt, worden mondjesmaat met de hand gemaakt.